# Église Saint-Sigismond de Vialère
L’église Saint-Sigismond de Vialère est une ancienne église des Templiers puis des Hospitaliers avant de devenir église paroissiale, sur la commune de Moncrabeau.

## Historique
L'église est édifiée du XIIe siècle au XVe siècle, dans la plaine, sur la rive gauche de la Baïse. Elle est à l'origine une église templière qui par la suite est hospitalières . 
Ensuite église paroissiale, elle n'est plus consacrée au culte au XIXe siècle. Utilisée comme grange au XXe siècle, elle devient propriété particulière de la famille Callemart qui entame la restauration des ruines en 2009. Au terme des travaux, l'endroit sera proposé au public occasionnellement pour des conférences et des expositions culturelles.